# Никольский, Александр Васильевич (композитор)
Алекса́ндр Васи́льевич Нико́льский (1874, Владыкино — 1943, Москва) — русский церковно-певческий деятель, писатель, духовный композитор и педагог.

## Биография
Родился в семье священника 22 июня (4 июля) 1874 года в селе Владыкино Чембарского уезда Пензенской губернии. Был пятым ребёнком в семье. Окончив Тихоновское духовное училище (1888), поступил в семинарию. По окончании Пензенской духовной семинарии поступил в московское Синодальное училище (1894) и окончил его в 1897 году, сдав экзамены экстерном, со званием регента и учителя пения в школах, семинариях, институтах. В сентябре 1897 года поступил в Московскую консерваторию в класс специальной теории к С. И. Танееву, у которого изучал контрапункт, фугу и музыкальные формы. В Консерватории был её стипендиатом в 1897—1898 и в 1898—1899 годах. В 1900 году перешёл в Музыкально-драматическое училище Московского Филармонического общества, где продолжил обучение в классе композиции у А. А. Ильинского и в классе симонического дирижирования у В. Кеса. Окончил училище в 1902 году со званием свободного художника по теории композиции.

### Преподавательская деятельность
В 1897—1918 годах преподавал в Строгановском центральном художественно-промышленном училище; с 1896 по 1906 год — в Елизаветинском женском институте; в 1899—1906 годах — в Александро-Мариинском женском институте.
По предложению первого регентского съезда (1908) в 1909 г. в Москве были открыты регентские курсы, заведование ими было поручено Никольскому. До 1918 года он также преподавал хоровое пение в московских гимназиях, институтах, Строгановском художественном училище. В 1919 году преподавал гармонию в Шестой московской государственной музыкальной школе.
После Октябрьского переворота Никольский до 1925 года работал в «Пролеткульте» как автор пролетарских песен. Занимался научно-исследовательской работой в Музыкальном отделе Наркомпроса (с 1920), в Государственном институте музыкальной науки (с 1923), в Государственном музыкально-инструкторском техникуме имени Октябрьской революции (с 1929), в Московской консерватории (с 1928), в Научно-исследовательском музыкальном институте при Московской консерватории (с 1934). В 1928 году он стал педагогом хоровой кафедры Московской консерватории. (получив в 1935 г. звание профессора), где и остался работать до самой смерти. Преподавал методику и практику хороуправления, хоровую литературу, методику музыкальной грамоты, хоровую аранжировку и народную песню.
Никольский скончался 19 марта 1943 года в Москве, в разгар войны, и был похоронен на Пятницком кладбище.
После смерти Никольского остался его личный архив: печатные и рукописные ноты, книги, песни, конспекты лекций С. В. Смоленского, Н. Д. Кашкина, записанные Никольским в бытность его учения в Синодальном училище, многочисленные записи уроков по работе в консерватории, собрание программ концертов, где исполнялись его сочинения.

## Семья
Жена (с 1895) — Капитолина Ивановна Балашова.
Дети:
- Наталья (в замужестве Будилова; 29.08.1896, Телегино — 1942, Ленинград). Её муж умер на фронте; судьба их троих детей неизвестна.
- Татьяна (в замужестве Фаворская; 1898, Москва — 1989, Москва). Закончила Строгановское училище. Её муж, Глеб Алексеевич Фаворский, погиб на фронте в 1942 году. У четы родились дочь Галина и сын Роман.
- Григорий (08.11.1899, Москва — 10.07.1957, Москва). Артист. Первым браком был женат на К. Ф. Пшеничниковой, имел дочь Валентину.
- Роман (04.07.1901 — 1937). Был женат, имел двух дочерей. В 1935 году арестован, в 1937 году расстрелян. Реабилитирован в 1987 году.
- Марина (17.03.1903 — 27.08.1927). Умерла от туберкулёза. Похоронена в Перово.
- Людмила (18.07.1905 — 04.02.1968). Инвалид с детства.
- Ксения (29.03.1907 —?; в замужестве Малишевская).
- Лев (24.07.1909, Москва — 02.10.2005, Москва)

## Список сочинений

### Музыка
| - «Литургия Святого Иоанна Златоуста» - «Всенощное бдение» - «Литургия преждеосвященных даров» - «Венчание» - «Литийные стихиры» - «Песнопения Пасхи» включая Канон Пасхи - «Песнопения Страстной седмицы» - Стихира Благовещению «Совет превечный» - «Милость мира и Тебе поем» - Хоровой концерт «Рече Господь» - Хоровой концерт «Боже, Боже мой» - Хоровой концерт «Господь Просвещение мое» - «Ныне отпущаеши» | - Фантазия для симфонического оркестра - Концерт e-moll для флейты с оркестром - Детские оперы «Сказка о царе Салтане», «Репка», «В лесу» - «Песня о купце Калашникове» - хоры - романсы - обработки народных песен |